# Leorda
Leorda est une commune roumaine située dans le județ de Botoșani.